# Мацко, Любовь Ивановна
Любовь Ивановна Мацко (девичья фамилия Недбайло; род. 1939) — советский и украинский учёный, доктор филологических наук (1986), профессор (1987); действительный член Национальной академии педагогических наук Украины (НАПНУ, 1999).
Специалист в области украинской теоретической лингвистики, стилистики, риторики, социолингвистики, лингводидактики средней общеобразовательной и высшей школы. Автор более 450 публикаций по украинскому языкознанию, истории украинского литературного языка, культуры языка, риторики, методики обучения украинскому языку в школах и высших учебных заведениях.

## Биография
Родилась 9 февраля 1939 года в селе Переяславское Переяслав-Хмельницкого района Киевской области Украинской ССР.
После окончания восьми классов школы, в 1953—1957 годах продолжила обучение в Переяслав-Хмельницком педагогическом училище. В 1957—1962 годах училась в Киевском государственном педагогическом институте (в настоящее время Национальный педагогический университет имени М. П. Драгоманова).
Трудовую деятельность начала уже в 1961 году, работая учительницей украинского языка в школе-интернате села Ивановка Великописаревского района Сумской области. После окончания вуза, в 1962—1964 годах, работала в отделе теории и истории украинского языка Института украинского научного языка Всеукраинской академии наук (в настоящее время Институт языкознания имени А. А. Потебни Национальной академии наук Украины). В 1964—1967 годах обучалась в аспирантуре Киевского государственного педагогического института и в 1968 году защитила кандидатскую диссертацию.
В 1972—1974 годах Любовь Мацко работала в Киевском государственном педагогическом институте сначала преподавателем на кафедре украинского языка, затем стал заведующей подготовительным отделением для сельской и рабочей молодежи. В 1974—1980 годах — декан факультета повышения квалификации учителей Польской Народной Республики. В 1986 году защитила докторскую диссертацию по украинскому языкознанию на тему «Интерактивы в украинском языке» и в 1987 году ей было присвоено ученое звание профессора. С 1988 года работала заведующим кафедрой стилистики украинского языка Национального педагогического университета имени М. П. Драгоманова.
Любовь Ивановна Мацко создала научную школу, среди направлений исследований которой много инновационных разработок в области новейших направлений лингвистики, лингводидактики и методики обучения украинскому языку. Особое внимание исследовательница обращает на изучение украинского языка как государственного в школах нового типа. Она внесла значительный вклад в разработку проекта Государственного стандарта по украинскому языку для средней школы, обновление содержания языкового образования и языкового воспитания, пропаганду и популяризацию украинского языка как государственного. Была научной руководительницей 13 докторов наук и 40 кандидатов наук.
Являлась членом научно-методической комиссии Министерства образования и науки Украины, многолетним научным членом редколлегий языковедческих изданий «Дивослово» и «Рідні джерела», членом специализированных советов по защите диссертаций и шести редколлегий педагогических и филологических изданий.
За свою многолетнюю деятельность была удостоена званий «Отличник образования Украины» и «Заслуженный работник народного образования Украины» (2000). Имеет две награды Польской Народной Республики: медаль «Комиссии Народного Образования» (1975) и «Золотой знак Общества Польско-советской дружбы» (1976). Награждена орденами Княгини Ольги III степени (2004) и Кирилла и Мефодия (2005). Является Почетным гражданином города Переяслав-Хмельницкий.